# إيمرسون كارفاليو دي أوليفيرا
إيمرسون كارفاليو دي أوليفيرا هو لاعب كرة قدم برازيلي، ولد في 16 يونيو 1993 في ماغى في البرازيل. لعب مع ويدزي لودز.

## وصلات خارجية
- إيمرسون كارفاليو دي أوليفيرا على موقع قاعدة بيانات كرة القدم.إي يو (الإنجليزية)
- إيمرسون كارفاليو دي أوليفيرا على موقع Soccerway.com (الإنجليزية)